# GPodder
gPodder — кроссплатформенная компьютерная программа для управления подкастами, RSS-агрегатор с открытым исходным кодом, написанный на языке программирования Python.

## Возможности
- автоматическая загрузка новых выпусков аудио и видео подкастов.
- синхронизация с цифровым проигрывателем (включая iPod и мобильные телефоны).
- автоматическое удаление прослушанных или устаревших выпусков.
- поддержка RSS, Atom, YouTube, Vimeo, SoundCloud и XSPF лент.

## gPodder.net
gPodder.net — это каталог подкастов, сервис для синхронизации подписок между устройствами и предоставления общего доступа к своим подпискам.